# Tobías Kohan
Tobías Kohan (Buenos Aires, Argentina, 15 de septiembre de 1996) es un entrenador argentino. Actualmente dirige a la reserva de Defensa y Justicia.

## Trayectoria
Kohan, hijo del preparador físico Alejandro Kohan, inició su carrera como analista de video en Defensa y Justicia y en Independiente cuando el técnico era Ariel Holan.En diciembre de 2017, dejó su cargo en el club de Avellaneda luego de que el entrenador manifestara diferencias irreconciliables con su padre.Más tarde, acompañó a Hernán Crespo como segundo entrenador durante sus pasos en Banfield, Defensa y Justicia y São Paulo.
El 30 de marzo de 2022, inició su carrera como entrenador en Ferro Carril Oeste haciendo dupla técnica con Juan Branda.En septiembre del mismo año, presentó su renuncia luego de tres derrotas consecutivas que dejaban al club a siete puntos del Reducido cuando restaban cinco fechas para el final.
En enero de 2024, fue confirmado como entrenador de Arsenal en reemplazo de Darío Espínola.El 22 de julio, dejó su cargo luego de una serie de malos resultados a pesar de un buen comienzo al inicio del torneo.
El 23 de enero de 2025, asumió al frente de la reserva de Defensa y Justicia. El 2 de mayo, quedó a cargo del primer equipo tras la renuncia de Pablo de Muner junto a su padre Alejandro hasta la asunción de Mariano Soso en el mes de junio.

## Clubes

### Como video analista
| Club               | País      | Año       |
| ------------------ | --------- | --------- |
| Defensa y Justicia | Argentina | 2015-2016 |
| Independiente      | Argentina | 2017      |

### Como ayudante de campo

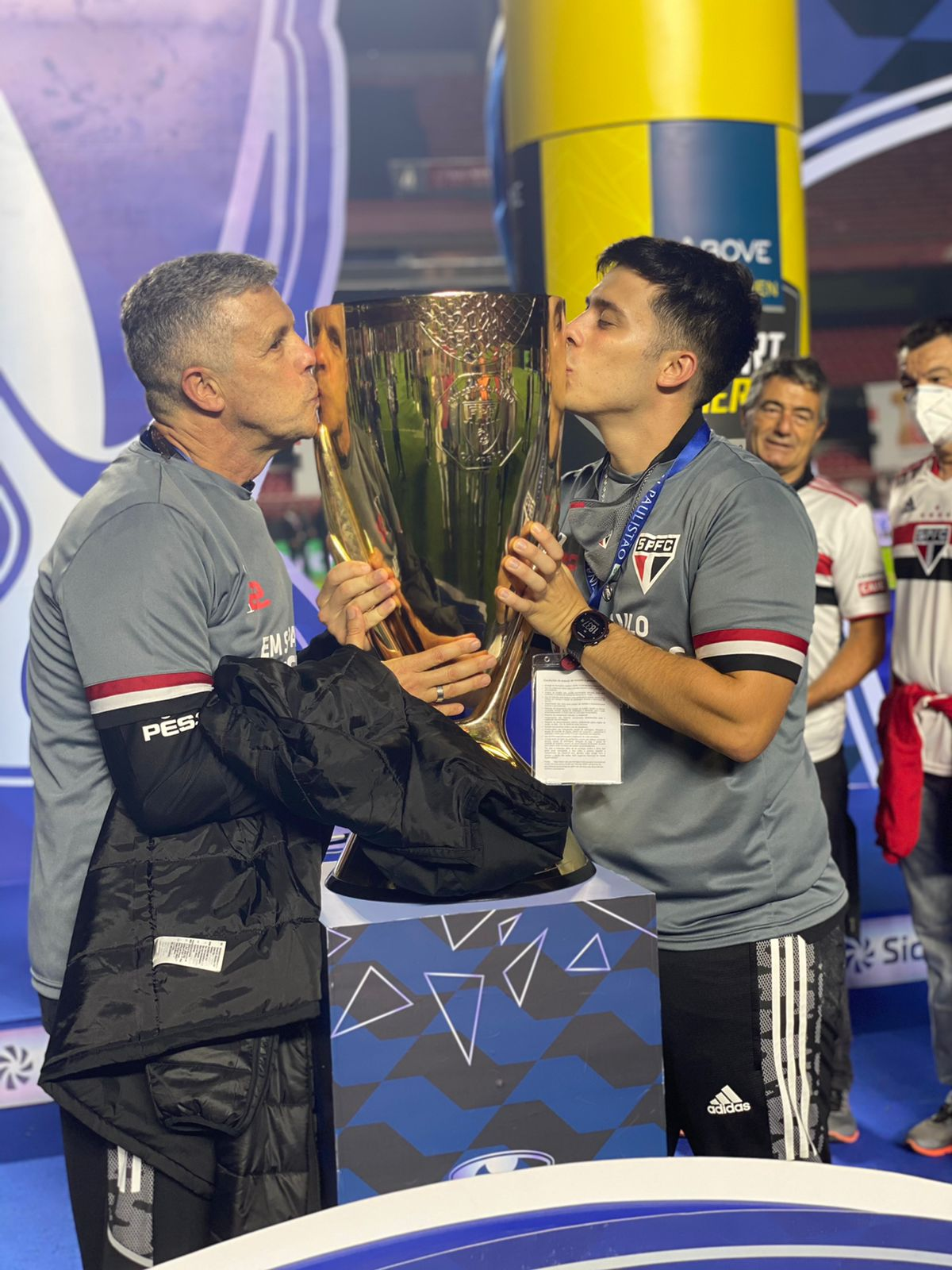
Tobías Kohan, ayudante de campo en São Paulo junto a su padre Alejandro Kohan, preparador físico del equipo, tras consagrarse campeones del campeonato Paulista en Brasil

| Club               | País      | Año       |
| ------------------ | --------- | --------- |
| Banfield           | Argentina | 2019      |
| Defensa y Justicia | Argentina | 2020-2021 |
| São Paulo          | Brasil    | 2021      |

### Como entrenador
| Club               | País      | Año  |
| ------------------ | --------- | ---- |
| Ferro Carril Oeste | Argentina | 2022 |
| Arsenal            | Argentina | 2024 |
| Defensa y Justicia | Argentina | 2025 |

## Estadísticas

#### Estadísticas como técnico
| Club                         | Div.                 | Torneo                 | Estadísticas | Estadísticas | Estadísticas | Estadísticas | Estadísticas | Estadísticas | Estadísticas | Estadísticas | Estadísticas |
| Club                         | Div.                 | Torneo                 | PJ           | G            | E            | P            | GF           | GC           | DG           | Efectividad  | Puntos       |
| ---------------------------- | -------------------- | ---------------------- | ------------ | ------------ | ------------ | ------------ | ------------ | ------------ | ------------ | ------------ | ------------ |
| Ferro Carril Oeste Argentina | 2.ª                  |                        |              |              |              |              |              |              |              |              |              |
| Ferro Carril Oeste Argentina | 2.ª                  | Copa Argentina 2022    | 2            | 1            | 0            | 1            | 4            | 1            | +3           | 50%          | 3            |
| Ferro Carril Oeste Argentina | 2.ª                  | 2022                   | 24           | 9            | 6            | 9            | 17           | 22           | -5           | 46%          | 33           |
| Ferro Carril Oeste Argentina | Total                | Total                  | 26           | 10           | 6            | 10           | 21           | 23           | -2           | 46.15%       | 36           |
| Arsenal Argentina            | 2.ª                  |                        |              |              |              |              |              |              |              |              |              |
| Arsenal Argentina            | 2.ª                  | Copa Argentina 2024    | 2            | 1            | 0            | 1            | 2            | 2            | 0            | 50%          | 3            |
| Arsenal Argentina            | 2.ª                  | 2024                   | 24           | 6            | 7            | 11           | 13           | 23           | -10          | 34.72%       | 25           |
| Arsenal Argentina            | Total                | Total                  | 26           | 7            | 7            | 12           | 15           | 25           | -7           | 35.89%       | 28           |
| Defensa y Justicia Argentina | 1.ª                  |                        |              |              |              |              |              |              |              |              |              |
| Defensa y Justicia Argentina | 1.ª                  | Copa Sudamericana 2025 | 3            | 0            | 2            | 1            | 3            | 4            | -1           | 22.22%       | 2            |
| Defensa y Justicia Argentina | 1.ª                  | Copa Argentina 2025    | 1            | 0            | 0            | 1            | 0            | 2            | -2           | 0%           | 0            |
| Defensa y Justicia Argentina | Total                | Total                  | 4            | 0            | 2            | 2            | 3            | 6            | -3           | 16.67%       | 2            |
| Total en sus equipos         | Total en sus equipos | Total en sus equipos   | 56           | 17           | 15           | 24           | 39           | 54           | -15          | 39.29%       | 66           |

## Palmarés

### Analista de Video

#### Campeonatos internacionales
| Título            | Equipo        | País      | Año  |
| ----------------- | ------------- | --------- | ---- |
| Copa Sudamericana | Independiente | Argentina | 2017 |

### Como Ayudante de Campo

#### Campeonatos regionales
| Título              | Club      | Estado    | Año  |
| ------------------- | --------- | --------- | ---- |
| Campeonato Paulista | São Paulo | San Pablo | 2021 |

#### Campeonatos internacionales
| Título            | Club               | Sede    | Año  |
| ----------------- | ------------------ | ------- | ---- |
| Copa Sudamericana | Defensa y Justicia | Córdoba | 2020 |